# غردينية خشنة الأوبار
غردينية خشنة الأوبار (الاسم العلمي:Gardenia scabrella) هي نوع من النباتات تتبع جنس الغردينية من الفصيلة الفوية.